# Hogna maurusia
Hogna maurusia là một loài nhện trong họ Lycosidae.
Loài này thuộc chi Hogna. Hogna maurusia được Eugène Simon miêu tả năm 1909.